# トイレの花子さん
トイレの花子さん（トイレのはなこさん）は、日本の都市伝説・学校の怪談の一種で、学校のトイレに現れるとされるお化けにまつわる怪奇譚。

## 概要
誰もいないはずの学校のトイレで、ある方法で呼びかけると『花子さん』から返事が返ってくる」というもの。赤い吊りスカートをはいた、おかっぱ頭の女の子の姿が最も有名である。白いワイシャツを着ているともいう。それ以外の噂の詳細は、地方により異なる。
最もポピュラーな噂は
- 「学校の校舎3階のトイレで、3番目の扉を3回ノックし、『花子さんいらっしゃいますか？』と言うと個室からかすかな声で「はい」と返事が返ってくる。そしてその扉を開けると、赤いスカートのおかっぱ頭の女の子がいてトイレに引きずりこまれる」というもの。

古くは1950年頃から流布されていた「三番目の花子さん」と呼ばれる都市伝説が原型であるとされる。1980年代頃から全国の子供たちの間で噂になり、第二次オカルトブーム真っ只中の1990年代には映画や漫画、アニメなど、様々な作品に登場した。
テレビ番組の収録中に花子さんとされる声が録音されたこともあるという。

## 噂に見る「人物像」
「花子さん」のルーツとして
- 「休日の学校に遊びに来ていた少女が変質者に追われ、トイレの3番目の個室に隠れたが見つかって殺害された[4]」
- 「生前、父親から虐待を受けていた少女の霊で、おかっぱ頭はその時の傷を隠すため[5]」
- 「福島県の図書館の窓から落ちて死んだ少女の霊[5]」
- 「開いていた汲み取り作業口から落ちて亡くなった小学生の霊」

などが語られる。埼玉県のある学校のゴミ捨て場、または東京都のある学校の体育館の裏に花子さんの墓があるとの説もある。
また｢柿の木から柿をもいで老人ホームに届けていた少女が、交通事故で死んだ後に霊となってその木の上に住み着いた｣、という「柿の木の上の花子さん」という話も伝わる。
霊となる前の生前の人物像については、本名は長谷川花子で1879年(明治12年)生まれ、牛乳が嫌いで白系の色も嫌い、赤系と青系の色が好き、学校では卓球部に所属、花粉症などの情報がある。
バリエーションとしては、
- 花子さんに「遊びましょ」と呼びかけると「はーい。何して遊ぶ?」と聞かれる。この時、「首絞めごっこ」と答えると本当に首を絞められて殺されると続く場合も[6]。
- 山形県では、トイレを出る際「花子さん」と呼ぶと返事があり、嫌な声で返事をされたときには何か起こる、と伝わる[6]。
- 山形県の別説では、「花子さんの正体は3つの頭を持つ体長3メートルの大トカゲで、女の子の声で油断した相手を食べる」、というものもある[7]。
- 岩手県和賀郡黒沢尻町では、3番目の個室に入ると「3番目の花子さん」と声がして、床穴から白い大きな手が現れる[8]。
- 島根県では、花子さんと遊ばないと追いかけられる、と伝わる[6]。
- 神奈川県横浜市では、「女子トイレにハナコさん、さらに男子トイレにはヨースケさんがいて、呼びかけて3秒以内に逃げないと殺される」、「男子トイレで便器の周りを3回回って「ハナコさん」と呼ぶと、便器から血だらけの手が現れる」、と伝わる[6]。
- 兵庫県では、1番目のトイレには花子さんの父、2番目には母、4番目は妹、5番目に弟、男子トイレの2番目に祖父がおり、これらを呼ぶと「うちの花子に何か用か？」と聞かれる。ほかにも花男、小花子という名の親戚もおり、これら親戚筋のお化けの一族が毎年群馬県で集会を開き、その年の方針を決めている、ボーイフレンドに太郎というお化けがいて、深夜の学校の体育館でバスケットボールをしている[3]。
- 女子トイレのマークの消えかかった箇所を花子さんがペンで直していたので、「ご苦労さま」と声をかけると「日頃みんなを脅かしているお礼です」と言って消えた[5][9]。
- 大阪府では花子さんを呼ぼうとトイレのドアをノックすると、標準語で「危ないわね、やめなさいよ」と声が返った[5]。
- 少年が学校のグラウンドで転んで膝に小さな傷を負ったが、この傷に「花子菌」が感染し、傷口のかさぶたの下に小さなキノコが群生した[5]。
- ある学校に花菜子（かなこ）と花世子（かよこ）という名の双子の姉妹がおり、花菜子が事故死した後、花世子が花菜子の幽霊と間違われることを苦に自殺し、その幽霊が「双子の花子」として現れるようになった[5]。
- 東京都のある小学校では、3階の女子トイレの奥で「花子さーん」と呼ぶと「なーに?」と声が返り、16時過ぎにトイレで「花子さん、ごめんなさい」と言うと「いいのよ」と声が返る[10]。
- 岐阜県のある小学校では、校内に旧式の汲み取り式便器があり、そこで3回回って「花子さーん」と呼ぶと「はーい」と返事が返る[10]。
- 埼玉県のある小学校では、トイレの4番目のドアを15回ノックして「花子さん、遊びましょ」と呼ぶと「はーい」と返事が返る[10]。
- 3番目のトイレに入るときには5回ノックして「花子さん」と3回呼ばなければドアが開かない。無理に開けようとすると金縛りや神隠しに遭う[11]。

などの話が伝わる。「花子さん」の噂は日本各地に広まっているが、これらの花子さんはすべて従姉妹同士との説もある。
また、名前が「花子さん」以外の噂もあり
- 長野県では、女子トイレの3番目の個室をノックして「ゆきこさーん」と呼ぶと「はーい」と返事が返る[10]。
- 千葉県では、2階のトイレの2番目の個室で3回回って「みーちゃん」と呼んで水を流すと「はーい」と返事が返る[10]。

といったバリエーションがある。
花子さんの撃退方法として、遭ったときは100点の答案を見せると悲鳴を上げて消え去るという説もある。

## 民間信仰との関連
日本では江戸時代から昭和初期にかけて厠神（トイレの神）の信仰が盛んで、赤や白の女の子の人形や、美しい花飾りを便所に供えることで厠神が祀られていた。戦後において厠神の信仰が廃れた後も、トイレに造花が飾られていることが多いのは、こうした風習の名残とみられている。トイレの花子さんの服が赤や白であること、名前が「花子」であるのは、こういった風習に由来するとの説もある。

## 「花子さん」が登場する作品
「トイレの花子さん」を扱った作品は非常に多く、マスコットキャラ的な登場も多いため、「花子さん」がメインの作品を挙げる。

### 映画

#### トイレの花子さん
1995年7月1日、松竹系公開。花子さんは悪霊ではなく子供たちの守護霊的存在として描写されており、終盤に変質者から子供たちを救うものの、直接登場はしない。日本国内においてビデオ化・LD化はされているが、DVD化はされていない（台湾では鬼娃娃花子2のタイトルでDVD化されている）。配給収入は4.5億円。
キャスト
- 水野冴子：河野由佳
- 坂本拓也：井上孝幸
- 坂本なつみ：前田愛
- 鈴木百合子：大塚寧々
- 坂本雄二：豊川悦司
- 坂本翼：梅津栄
- 加藤ヒロシ：三東康太郎
- 太田加奈子：鈴木夕佳
- 宮崎由紀：伊牟田麻矢
- 久保田先生：土屋久美子
- 校長先生：小沢象
- 変質者：緋田康人
- ヒロシの父：竹中直人
- ヒロシの母：深浦加奈子
- 女子児童：栗山千明

スタッフ
- 監督：松岡錠司
- 脚本：福田卓郎、松岡錠司
- 音楽：矢倉邦晃、松前公高
- 撮影：笠松則通
- 照明：市川元一
- 美術：斎藤岩男
- 録音：辻井一郎
- 編集：奥原好幸
- 助監督：前田哲、七字幸久、仰木豊、板庇竜彦、白石克則
- スクリプター：川野恵美
- 製作担当：及川義幸
- 音響効果：渡部健一（東洋音響カモメ）
- アクションコーディネーター：斎藤英雄（ナンバーワンプロモーション）
- ボディスタント：清水武尊、石澤成未
- フォークダンス指導：穂保美佐子
- 特殊車両：スーパードライバーズ
- 音楽協力：松竹音楽出版、キューン・ソニーレコード
- タイトル：マリンポスト
- 現像：IMAGICA
- スタジオ：にっかつ撮影所、渋谷ビデオスタジオ
- MA：にっかつスタジオセンター
- プロデュース：榎望、梅川治男
- 製作者：中川滋弘、中澤敏明
- 製作協力：株式会社タイムズイン、 株式会社パキッシュ
- 製作：松竹

挿入歌
- モダンチョキチョキズ「I Wish…」

主題歌
- 前田愛「見上げてごらん夜の星を」
- 濱田マリ「ひとひと」（イメージソング）

#### 新生 トイレの花子さん
1998年7月4日、東映系公開。舞台は中学校で、花子さんの伝説は出るものの、その実体は和人形の悪霊であった。タイトルは「新生」だが、前述の松竹版との関連は無く、子供向けを意識した上述の松竹版より本格的なホラー映画。キャッチコピーは「この学校の怪談が一番怖い。」。日本国内ではビデオ化・DVD化はされている（台湾では鬼娃娃花子のタイトルでDVD化されている）。同時上映は『ズッコケ三人組 怪盗X物語』。
今作はテレビ朝日系列で放送された「ミステリー体験ゾーン 本当にあった怖い話」にて高橋洋が脚本を務めた「呪われた人形」のリメイクでもあり、里美という主人公、悦子という霊能者、かつて存在した主人公の姉、蓋の裏にお札がある木箱に封印された和人形などの設定を流用している。
本格的なホラー映画であると同時に終盤では異能のバトルアクション的な展開となる。
また新キャラクターとして里美の親友の香苗、里美の幼馴染で霊能者の浩輔、カシマさんと演者にちなんだ鹿島玲子という名前の女教師の霊能者も登場する。後に高橋洋は『発狂する唇』、続編の『血を吸う宇宙』の脚本も務めるが、こちらも里美と悦子、里見の母親の名が流用されている他、続編では「呪われた人形」の設定がそのまま流用されている。
里美の親友というポジションは霊能者の間宮悦子から普通の女の子である沢口香苗に変わり、里美と仲良くなっていく悦子に嫉妬する描写もある。霊能者の柏木浩輔は里美の幼馴染で好意を寄せられている他、同じく霊能者である悦子と付き合っていたという過去も持つ。こちらは性格がぶっきらぼうで担任である矢部教師と度々衝突するが、彼を良い教師だと評価するなど天邪鬼な面も持つ。
あらすじ
ある中学校に花子さんの噂が存在したが、花子さんを見た者がいると誰かが死ぬと恐れられていた。倉橋里美は11年前に失踪した姉の倉橋かおりが通っていた中学校に親友の沢口香苗と共に入学し、やや疎遠になっていた幼馴染で霊能者の柏木浩輔とも再会する。校舎の裏手を香苗と共に歩いていた里美は中学校の社を見ていた霊能者の間宮悦子を目撃する。悦子が去った後、香苗と一緒に不気味な雰囲気が漂う社に近づき、そこで自分を呼ぶ姉の声を聞くが、それは里美にしか聞こえなかった。後日、里美は2年生のトイレの鏡の中に古い扉が映っているのを目撃し、小さい子供の影を見たところで気絶する。その後、里美は香苗と共に悦子に呼び出され、3人の2年生の女子生徒らから気絶する前の状況と自信が目撃したものを聞かれ、ありのままを話す。花子さんの噂をただの噂話ではないと信じる2年生のミホは里美達にあまり騒がないことを忠告するが、逆に悦子が裏手にある社の存在を問いただし、不気味な気配もあることを指摘する。それに対して2年生も不安になるが、里美は子供の霊ではないかという疑問を口にする。確認することを提案したミホと悦子は裏手にある社に里美らを連れ、社の錠前を破壊して扉を開けると奉納されている御神体の和人形を発見する。後日、里美と仲良くなる悦子に香苗は嫉妬してやけ気味に2年の女子トイレに向かい、花子さんを呼び出してしまう。その際、母を呼ぶ花子さんの声を聞いたことも悦子に伝えるとこっくりさんを決行してトイレの花子さんを呼び寄せて香苗に憑依させる。母親に会えず哀れな最期を迎えた花子さんを里美は優しく抱きしめ、悦子と悦子の友人2人はそんな花子さんを憐れむ。翌日、里美は新聞部が発見した11年前の記録ノートを手渡され、花子さんの噂と鹿島玲子という霊能者が話題となっていたことを知る。その後、里美達は社に花を手向けようとするが、御神体の和人形がいなくなり、悦子は焦りだす。
里美達の担任である矢部教師が社の錠前が破壊された事を話すと里美は自分が中を確認するためにやったと告白。人形の存在も話すとクラス中をざわつかせた。放課後、前日に社にいるところを目撃された浩輔は自信を疑った矢部教師の背中に前の学校から憑いてきた赤いジャージの少女の悪霊を目撃して警戒を強める。一方、里美は11年前の記録ノートにある鹿島玲子の名前が都市伝説の仮死魔霊子に似ている事を指摘する文章を発見する。翌日、ミホが2年の女子トイレで倒れているところを浅岡教師が発見するが、目覚めたミホは半狂乱で何かに怯えて錯乱する。軽い貧血で入院するが、校内は花子さんの噂と里美に続いて女子トイレで気絶していた事に騒然となっていた。それに対して苛立つ矢部教師は浩輔に本当に誰かが死ぬ事と矢部教師に幽霊が憑いている事を指摘される。それに対してこれまで不真面目な態度をとってきた浩輔の悪質な悪戯として激怒する矢部教師は里美に止められるが、クラス全員で2年の女子トイレに響く足音を聞く。女子トイレに向かった矢部教師はそこで赤いジャージの女子生徒の悪霊と遭遇して発狂してしまう。ミホに続いて入院することになり、事態を重く見た浅岡教師は学校の卒業生で同じく教師を務める鹿島玲子を非常勤講師として呼び出し、かおりの妹である里美とかおりの親友である鹿島は互いに11年前の失踪事件の当事者同士として初めて顔を合わせる。鹿島は同じく霊能者である浩輔とも出会い、トイレの花子さんとの壮絶な戦いが始まった。
その他
友情出演として長野博が矢部教師役で出演しているが、今作では矢部教師が前の学校から憑いてきた悪霊（自殺した赤いジャージの女子生徒の霊）によって発狂させられるというやられ役となっている。また矢部教師を襲った悪霊のプロップ人形はテレビ朝日の『トリック 新作スペシャル（2005年）』で宇宙人のミイラという設定のゴム人形のウヌャニュペェィギュゥリュ星人として流用されている。
今作の花子さんの正体は中学校の社に御神体として奉納されていた和人形で、人形自体には悲惨な最期を迎えた花子さんの魂も里美の姉・倉橋かおりの魂も宿っておらず、文字通り人の形をしていながら魂のない人形に取り憑いた正体不明の魔物とされ、鹿島玲子に正体を問われた際は霊界に通じた社を開いてこれが返答だと言わんばかりに醜く歪んだ無数の老若男女の顔を見せつけた。これに対して浩輔は正体が誰でもない化け物である事を看破した。
表向きは学校の教師をしていた母親を探している最中、学校を間違えた挙句、変質者に殺された哀れな花子さんという噂を隠れ蓑にしており、本性を現した際は赤子の泣き声にも似た不気味な奇声を叫びながら媒介にしている和人形の顔を醜悪に歪ませる。また里美の不安な心や腹いせ気味に花子さんを呼び出した香苗の嫉妬心につけこんだり、決着をつけに来た鹿島を挑発するなど気性の荒さと狡猾な面の両方を併せ持つ。
かなり前から御神体として箱に封印されていたが、何らかの理由で封印が緩むと花子さんとして中学校で暗躍を開始。時折、人形の姿で校内を歩き回っていた。
間宮悦子にこっくりさんで呼び出された際は香苗に憑依して自身が母親に会えず、非業の死を遂げた少女であるという嘘で里美達を欺き、倉橋かおりに擬態して鹿島玲子の動揺を誘った他、矢部教師に憑いてきた少女の霊や霊界を通じて呼び寄せた無数の悪霊達を取り込んでパワーアップするなどトイレの花子さんとは程遠い邪悪な力の化身として猛威を振るった。2年生の女子トイレを霊界に通じる異次元の扉にしており、さらに力が増すと木造のトイレがある旧校舎に似せた異空間に変貌させることも可能。この力の余波は女子トイレに続く階段にも行き渡り、里美達を不安がらせた。終盤では間宮悦子に擬態して里美達を油断させ、里美を社に閉じ込めて顔がドロドロになった倉橋かおりの姿や顔を歪めた和人形の姿で里美に襲いかかるが、鹿島が捨て身の霊能力ですべての悪霊を吸収しようとした衝撃で社から弾き飛ばされた封印の札が貼られた箱の蓋を浩輔が拾った事で形勢が逆転。里美と鹿島の絶叫が響く中、札のついた箱の蓋をかかげた浩輔が箱に戻ることを叫び、無数の虫の群れのような姿となった悪霊達と共に再び封印された。最後は火葬場で里美、香苗、悦子、浩輔、鹿島、浅岡らが見守る中、焼かれながらもかおりの声で里美に悪あがきの命乞いをするが、僧侶と鹿島に姉ではない事を説得され、そのまま完全に消滅した。
正体が過去に死んだ誰でもなく、実体のない架空の存在が悪霊の正体であるという設定は高橋洋が脚本を務めた『女優霊』と同じである。
キャスト
- 倉橋里美：前田愛
- 鹿島玲子：高島礼子
- 沢口香苗：浜丘麻矢
- 間宮悦子：大村彩子
- 柏木浩輔：笠原秀幸
- 矢部：長野博（20th Century）（友情出演）
- 浅岡：荻島真一
- 安城みゆき：野村佑香（友情出演）
- 北村真理：水谷妃里
- 倉橋武雄：小倉一郎
- 倉橋暎子：山口美也子
- 倉橋かおり：須山彩
- 僧侶：麿赤児
- 養護教諭：ふせえり
- 教師：有吉弘行、森脇和成、飯島大介
- 与那嶺圭太、しみず霧子、滝本ゆに、多田木亮佑 ほか

スタッフ
- 監督：堤幸彦
- 脚本：高橋洋
- 音楽：見岳章
- 選曲：志田博英
- 助監督：麻生学、木村ひさし、河合勇人、神徳幸治
- スタントコーディネーター：辻井啓伺
- 特殊造形：松井祐一
- 音響効果：東洋音響、OCBプロ
- 現像：東京現像所
- MA：東宝サウンドスタジオ
- ビデオ技術協力：池田屋
- プロデューサー：南條昭夫、野村敏哉、渡邉範雄
- プロデュース：伊藤満
- 企画：尾越浩文、遠藤茂行
- 製作協力：タイムズイン
- 製作：東映、ポニーキャニオン、アルカディア・ピクチャーズ

主題歌
- aiko「あした」

#### トイレの花子さん 新劇場版
2013年6月29日公開。舞台は田舎町の高校。
キャスト
- 長沢さよ：上野優華
- 小山貴子：水崎綾女
- 佐伯達也：馬場良馬
- 佐伯真帆：安田聖愛
- 木下恵子：田中瞳佳
- 恵子の取り巻き：山川りな（青SHUN学園）、石條遥梨（AeLL.）
- 花子：赤羽菜々
- さよの母：種村江津子
- さよの祖母：一條眞紀子
- 校長先生：橋倉靖彦
- 佐伯達也（幼少期）：斗磨
- 小山貴子（幼少期）：白鳥瑞季
- クラスメイト：桜衣かれん（青SHUN学園）、春乃美月（青SHUN学園）、石井晶子（青SHUN学園）、原田真帆（青SHUN学園）、佐藤彩（青SHUN学園）、濱崎愛華（青SHUN学園）

スタッフ
- 監督・編集：山田雅史
- 脚本：ここやあんず
- 撮影：松井宏樹
- 録音・音楽：弥栄裕樹
- 特殊メイク・造形：千葉美生
- 撮影協力：かみすフィルムコミッション、行方市役所
- プロデューサー：田中勇、浅沼正人、山口幸彦、木俣誠、岡良亮、上野境介、平野貴之
- 製作者：重村博文、酒匂暢彦
- 制作プロダクション：キャンター
- 配給：チャンス・イン、キャンター
- 製作：キングレコード、チャンス・イン

主題歌
- 上野優華「君といた空」

#### トイレの花子さん新章 〜花子VSヨースケ〜
2016年7月2日公開。監督は鳥居康剛、主演は志田友美（夢みるアドレセンス）。
キャスト
- 雫音 - 志田友美（夢みるアドレセンス）[14]
- ミカ - 多田愛佳（HKT48）[15]
- ジョー - 淳士（SIAM SHADE）[15]
- 村上亜季 - 横山ルリカ[15]
- 水峰美代 - 竹内えり
- 河嶋泉 - 加藤明子
- 村上優弥 - 杉江大志
- マサト - 深澤恒太
- タケル - 市原朋彦
- 花子 - 遠藤未悠
- ヨースケ - 青山和也
- ライブハウス“N”のスタッフ - 加賀成一
- 仁 - 難波圭一

スタッフ
- 監督 - 鳥居康剛
- 原案 - 酒匂暢彦
- 脚本 - 植田賢
- 配給 - チャンス・イン
- 製作 - 楽天SHOWTIME、チャンス・イン

主題歌
- 夢みるアドレセンス「ファンタスティックパレード」[16]

### オリジナルビデオ

#### トイレの花子さん
1997年、製作・発売：ポニーキャニオン。「消えた少女の秘密」と「恐怖校舎」の2巻からなる
キャスト
- 青木裕子
- 岩田有理
- 鈴木夕佳
- 藤原まゆか
- 花沢徳衛

スタッフ
- 監督：佐々木正人
- 脚本：村井さだゆき
- 音楽：斉藤修

#### 学校の都市伝説 トイレの花子さん
2007年、いじめを受けて自殺した「池谷花子」の亡霊という設定になっている。静岡県小山町と奥多摩でロケが行われた。後述の｢ビギニング オブ トイレの花子さん イジメから始まる物語｣に内容が酷似。
キャスト
- 沢口美香：相澤仁美
- 新田浩一：山口翔悟
- 池谷花子：金城成美
- 神谷花子：桑名里瑛
- 校長：大森博史
- 保健室の先生：水木薫
- 佐伯新、葉月あい、鈴木沙彩

スタッフ
- 監督：吉田浩太
- 脚本：田中智章、吉田浩太
- 音楽：渡邊崇
- 製作者：小林洋一、仲尾雅至、大橋孝史
- プロデューサー：宇田川和恵、小野直樹、上野慎介
- 製作：エースデュースエンタテインメント、TCエンタテインメント、トルネード・フィルム

#### ビギニング オブ トイレの花子さん イジメから始まる物語
2011年、転校先の学校でいじめにあう主人公の周囲でいじめっ子たちが行方不明になる。前述の学校の都市伝説 トイレの花子さんに内容が酷似。
キャスト
- 柊花子：池上花衣
- 良太：岡駿斗
- 山本愛：澤那朱鳥
- 熊谷奈菜：戎怜菜
- 平野葉月：浜田美優
- 吉岡彩：おかもとまり
- 先生：民本しょうこ

スタッフ
- 監督：柴山健次
- 脚本：佐東みどり、小田泰之
- 音楽：加藤久貴
- 製作プロデューサー：小田泰之
- プロデューサー：薄井三佳
- 撮影：藤田秀紀
- 助監督：片山雄一
- 製作：アムモ98

### 劇場アニメ

#### トイレの花子さん
1996年6月29日公開。松竹配給。同時上映作品は『映画 忍たま乱太郎』『はむこ参る!』。
花子さん役には当時8歳の子役であった齋藤彩夏を起用しており、齋藤の声優デビュー作となった。
キャスト
- 花子さん：齋藤彩夏
- 宮野かおり：矢島晶子
- 小林なおや：渕崎ゆり子
- 野原ゆり：こおろぎさとみ
- 猪俣実香：麻生かほ里
- 石渡タクミ：柏倉つとむ
- 上岡山大介：水田わさび
- 岩山岩男先生：玄田哲章
- 石川よしこ先生：高橋美紀
- 骨皮教頭先生：はせさん治
- オバケ大王：緒方賢一
- ウーパー：岩坪理江
- ルーパー：水原リン
- 冒頭の声：小桜エツ子、南央美

スタッフ
- 原作：KKベストセラーズ
- 監督：大地丙太郎
- 作画監督：楠本祐子
- 脚本：平見瞠
- 音楽：馬飼野康二
- キャラクターデザイン：宮崎なぎさ
- 演出：高柳哲司
- 美術監督：中村隆
- 撮影監督：やまぐちとしあき
- 音響監督：たなかかずや
- 効果：神保大介
- 録音：阿部幸男
- 音楽ミキサー：室克巳
- 録音スタジオ：アバコクリエイティブスタジオ、松本登
- タイトル：石田功
- 編集：中溝哲生
- 制作協力：ノーサイド
- 制作：マルチボックス
- プロデューサー：辻本幸七
- 製作：映画「忍たま乱太郎」製作委員会

### 児童文学

#### 学校のコワイうわさ 花子さんがきた!!
著者
- 森京詞姫

イラスト
- 平岡奈津子
- 松井雪子
- 喜国雅彦
- ほりのぶゆき
- 木村千歌
- 朝倉世界一
- 内田かずひろ
- すみれいこ
- 山浦章
- 神田ジョセフィーヌ
- 柘植文
- 押切蓮介
- あらい・まりこ

出版社
- 竹書房

レーベル
- バンブー・キッズ・シリーズ

刊行期間
- 1994年 - 2014年

巻数
全30巻

### 漫画

#### 地縛少年花子くん
『月刊Gファンタジー』（スクウェア・エニックス）2014年7月号より連載中。著者はあいだいろ。
トイレの花子さんが少年の幽霊という設定になっている。

#### ふしぎ通信トイレの花子さん
『月刊コミックブンブン』で連載された。原作はもぎひろむ、漫画は南条アキマサ。

#### トイレの花ちゃん
『スーパージャンプ』で連載された。著者は吉川新。